# Allioideae
Allioideae es una subfamilia de plantas monocotiledóneas herbáceas, perennes y normalmente bulbosas dentro de la familia de las amarilidáceas y del orden Asparagales. Se distribuyen generalmente en las regiones templadas, cálidas y subtropicales de todo el mundo. Las especies que la componen pueden ser reconocidas fácilmente por su olor característico (el olor de los ajos y las cebollas, suficientemente singular como para ser denominado "olor aliáceo"), por sus hojas bastante suaves y carnosas, y su inflorescencia parecida a una umbela en la extremidad de un escapo, la cual lleva flores pequeñas a medianas de ovario súpero.
En el pasado, las plantas que forman parte de esta subfamilia se consideraron como parte de una amplia y polifilética Liliaceae, y todavía en la actualidad algunos botánicos así lo aplican. Los integrantes de las alióideas fueron reconocidos como una familia independiente por sistemas de clasificación modernos como el sistema de clasificación APG II del 2003 si bien el APG II dejaba como opción incluir sus géneros junto con los de otras familias relacionadas en un Alliaceae sensu lato. En la publicación de 2009, el sistema APG III reconfirmó este último criterio de considerar las alióideas como una subfamilia dentro de la familia de las amarilidáceas.
El género más importante económicamente quizás sea Allium, al que pertenecen la cebolla, el ajo y varias otras verduras y condimentos.

## Descripción

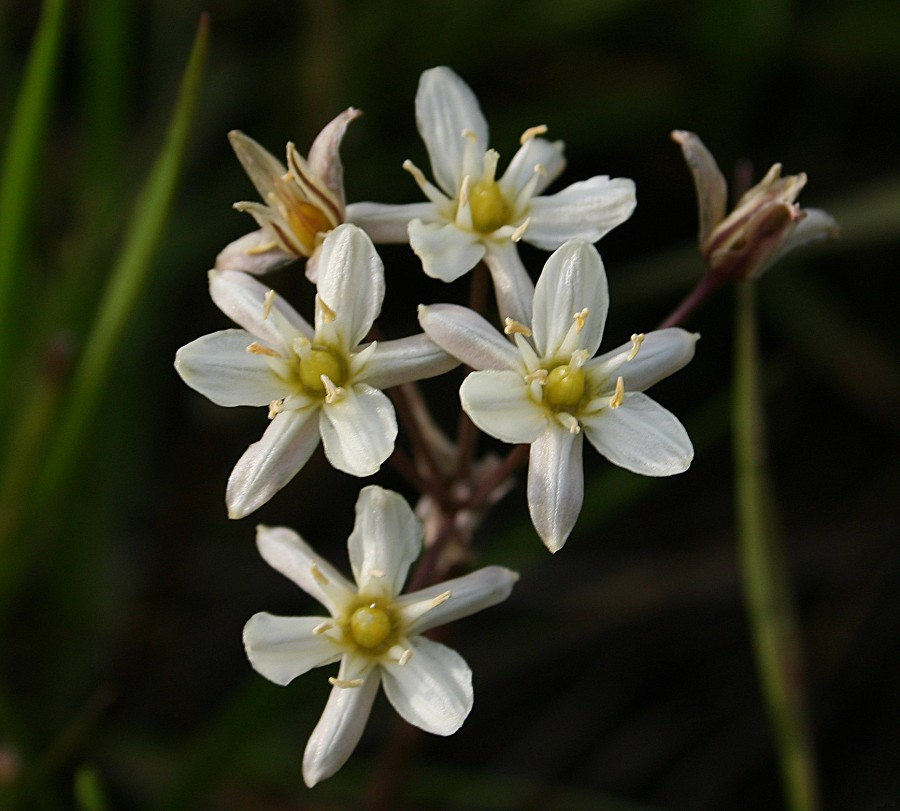
Las flores con seis tépalos, seis estambres y un gineceo de ovario súpero son típicas de las alióideas, como es el caso de Muilla maritima.

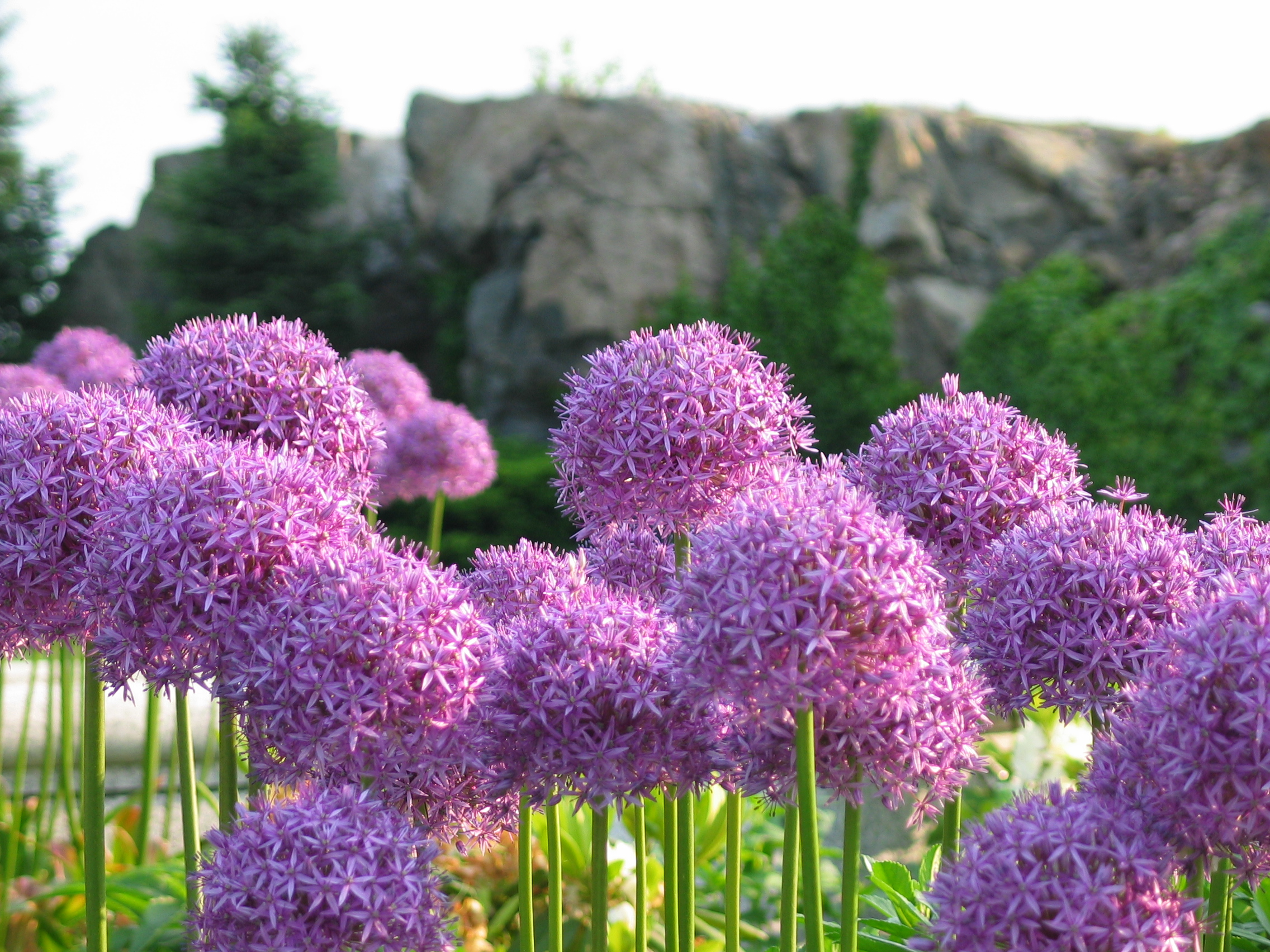
Inflorescencias de Allium. Las umbelas son típicas en las alióideas.

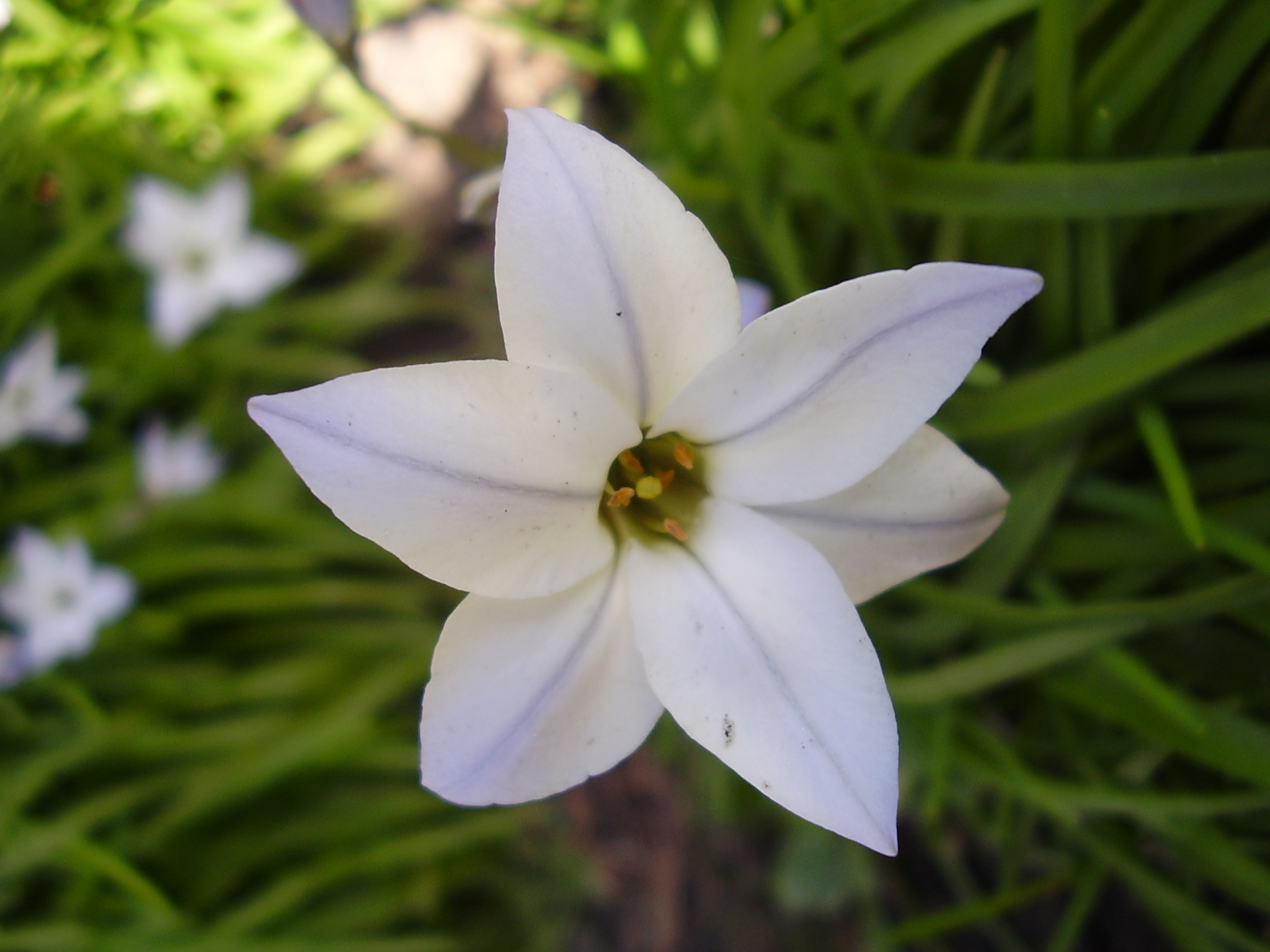
Excepcionalmente las alióideas presentan flores solitarias en lugar de inflorescencias, como es el caso de Ipheion uniflorum.

Son plantas perennes o bianuales. Son acaulescentes (no poseen tallo aéreo salvo el que da las flores y los frutos) y los tallos pueden ser bulbos verdaderos (tallos subterráneos de acumulación de reservas, como, por ejemplo, en Allium) o raramente cortos rizomas (como en el caso de Tulbaghia) o cormos, típicamente rodeados de escamas foliosas membranosas o bases de hojas. Cuando presentan bulbo, este es tunicado y con raíces contráctiles, pudiendo o no presentar almidón de acuerdo a la especie considerada. Los elementos de vaso poseen perforaciones simples. Pueden presentar laticíferos (y cuando los presentan, el látex es más o menos claro). Allium, por ejemplo, presenta laticíferos en las hojas. Presentan saponinas esteroideas, con compuestos con olor a cebolla o ajo (olor aliáceo) como los alil-sulfuros, propionaldehído, propiontiol, y el vinil disulfuro. La aliina es convertida enzimáticamente a compuestos alil-sulfuros. Desde el punto de vista fitoquímico, los miembros de la familia presentan flavonoides y compuestos azufrados derivados de la cisteína. 
Las hojas son basales, simples, largas (lineales, lanceolares o aciculares, raramente ovadas), caducas, alternas, usualmente dísticas o también espiraladas, usualmente sésiles (muy raramente pecioladas, como en el caso de Allium ursinum), cortamente liguladas (al menos en Allium), más o menos basales, terete (circulares en la sección transversal), sin estípulas. Con venación paralela, de margen entero, envainadoras en la base (la vaina cerrada). Las hojas presentan un olor característico (el ya mencionado "olor aliáceo"). Las plantas presentan pelos simples.
Las flores usualmente se disponen en inflorescencias, si bien hay géneros con flores solitarias (Ipheion, por ejemplo). La inflorescencia característica es una inflorescencia determinada, terminal al final de un largo escapo, compuesta por una o más cimas helicoides contraídas que parecen una umbela (a veces llamada "pseudoumbela"), raramente una espiga, que tiene por debajo una a varias brácteas (usualmente 2) membranosas como espatas, las cuales pueden hallarse fusionadas. Las flores son hermafroditas, actinomorfas a levemente zigomorfas, fragantes o inodoras, pediceladas (los pedicelos a veces articulados apicalmente), hipóginas, muchas veces vistosas. Las flores individuales no están asociadas a brácteas. Cuando las flores son zigomorfas, la irregularidad en la simetría radial se debe a la disposición del androceo. Presentan nectarios florales y la secreción del néctar proviene del gineceo, más específicamente de los septos del ovario. 
El perigonio es biseriado, compuesto por seis tépalos en dos verticilos de tres piezas, homoclamídeo (los tépalos de los dos verticilos iguales), los tépalos pueden estar separados o unidos en la base. En este último caso, el perigonio forma un tubo que puede ser con forma de campana a tubular. Los tépalos son imbricados, petaloideos, no punteados. A veces forman una corona que es un crecimiento del perianto. Las flores no presentan hipanto.
El androceo está compuesto por 6 estambres dispuestos en dos verticilos de tres piezas (raramente tres o dos con estaminodios), diplostémonos (el verticilo externo es opuesto a los tépalos externos y el interno es opuesto a los tépalos internos), los filamentos pueden estar separados o connados, a veces adheridos (se dicen "adnatos") a los tépalos, a veces con apéndices. Las anteras son versátiles, de dehiscencia longitudinal e introrsa. El polen es monosulcado.
El ovario es súpero (raramente medio-ínfero), está formado por tres carpelos soldados y es trilocular. El estilo es solitario, terminal o ginobásico. Presentan un solo estigma, capitado a trilobado, seco o húmedo. El saco embrionario es bispórico, con obturador presente. Los óvulos son anátropos a campilótropos, con placentación axilar y en número de dos a numerosos por lóculo. 
El fruto es una cápsula loculicida (es decir, cada carpelo se abre separadamente a la madurez del fruto). Las semillas son ovoides, elipsoides, o globosas a angulares. El endosperma de las semillas puede ser del tipo celular o helobial, es rico en aceites y aleurona. Los cotiledones no son fotosintéticos. La cubierta seminal posee fitomelaninas (por lo que la semilla es de color negro) y las capas interiores están comprimidas o colapsadas. El embrión es más o menos curvo. 
Los números cromosómicos básicos son x=4, 5, 6, 7, 8 y 9 y los cromosomas pueden ser desde relativamente pequeños a grandes (de dos a 20 µm).

## Ecología
Se hallan ampliamente distribuidas en todo el mundo (Hemisferio Norte, Sudamérica y Sudáfrica), en regiones templadas a tropicales. Son frecuentes en hábitats semiáridos.
La polinización de las vistosas flores de la familia la llevan a cabo insectos (son entomófilas), especialmente abejas y avispas. 
Las semillas son predominantemente dispersadas por viento o por agua. 
Unas pocas especies producen bulbillos en la inflorescencia.

## Filogenia
Las alióideas están cercanamente emparentadas a Amaryllidoideae y Agapanthoideae. De hecho, las tres subfamilias son hierbas bulbosas con inflorescencias terminales umbeladas, que tienen por debajo brácteas espatáceas y nacen en un conspicuo escapo, todas estas características probablemente son sinapomórficas. Más aún, los análisis cladísticos sostienen la estrecha relación entre estas subfamilias (Chase et al. 1995a, 1995b, Fay y Chase 1996, Fay et al. 2000, Pires y Sytsma 2002). Véase Asparagales para una discusión sobre Amaryllidaceae sensu lato. Allioideae y Agapanthoideae han sido muchas veces incluidas en un Amaryllidaceae ampliado (Hutchinson 1934, 1973), una decisión que tiene mérito desde un punto de vista práctico, ya que todas estas plantas tienen muchos caracteres en común.
No obstante lo anterior, la monofilia de Allioideae encuentra sustento en la morfología, la química y el análisis de las secuencias del ADN sobre la secuencia rbcL, el gen que codifica para la subunidad grande de la enzima RuBisCO, (Fay y Chase 1996 y de los espaciadores de los transcriptos internos del ADNr (ITS, por sus siglas en inglés) (Friesen et al. 2006). 
Si bien Agapanthus (Agapanthoideae) tiene ovario súpero al igual que Allioideae, no tiene componentes con sulfuro, y las secuencias de ADNcp no sostienen su ubicación dentro de Allioideae (Chase et al. 1995a, Fay et al. 2000).
Brodiaeoideae (antes Themidaceae, ahora una subfamilia de Asparagaceae), fue incluida dentro de Alliaceae en muchas clasificaciones. Sin embargo, los miembros de Brodiaeoideae son hierbas que nacen de cormos y, además, los análisis cladísticos recientes han indicado que están más cercanamente relacionados con Asparagaceae que con las típicas Alliaceae (Chase et al. 1995a, Fay y Chase 1996, Rudall et al. 1997a, b, Fay et al. 2000). Los caracteres embriológicos no sostienen una relación cercana entre Allioideae y Brodiaeoideae (Berg 1996).
Otro carácter morfológico que recientemente ha sido utilizado para dilucidar las relaciones entre estas subfamilias es el tipo de estilo. El estilo en las angiospermas puede ser sólido o hueco. En las plantas con estilo hueco el tejido de transmisión (por donde crecen los tubos polínicos para efectuar la fecundación) está constituido por una capa de células epidérmicas bastante diferenciadas que rodean un canal hueco (el denominado canal estilar). Los tubos polínicos crecen desde el estigma hacia el ovario a lo largo de la superficie de ese canal, normalmente a través de una fina capa de mucílago. En las plantas que poseen estilos sólidos, en cambio, las células epidérmicas se hallan íntimamente fusionadas y no dejan ningún espacio entre sí. Los tubos polínicos, en este caso, crecen entre las células del tejido de transmisión (como en el caso de Petunia,
) o a través de las paredes celulares (como en Gossypium,
). El tejido de transmisión en los estilos sólidos incluye una sustancia intercelular que contiene pectina, comparable al mucílago que se encuentra en el canal estilar de los estilos huecos.
Desde el punto de vista de la distribución de ambos tipos de estilos entre las diferentes familias de angiospermas, los estilos sólidos se consideran típicos de las eudicotiledóneas y son raros en las monocotiledóneas.
 
La presencia de estilos sólidos con un denso tejido de transmisión ha sido observada en todos los géneros de alióideas. No obstante, todos los géneros que han sido dispuestos en Brodiaeoideae presentan estilos huecos, como así también las especies de las familias afines Agapanthoideae y Amaryllidoideae. El tipo de estilo, entonces, sustenta la separación de alióideas en sentido estricto de las restantes subfamilias de amarilidáceas como de Brodiaeoideae.

## Taxonomía
El sistema APG II del 2003 reconoció a esta familia permitiendo dos opciones para la clasificación de la misma: Las «alióideas en sentido amplio» (sensu lato), incluidas todas las plantas que fueron asignadas a las familias Agapanthaceae, Alliaceae y Amaryllidaceae en el primer sistema APG de 1998; y «alióideas en sentido estricto» (sensu stricto), que correspondería a la familia Alliaceae definida por el sistema APG de 1998; es decir, que incluiría todas las plantas "alióideas en sentido amplio", excepto las de las dos familias opcionales Agapanthaceae y Amaryllidaceae. Cabe notar que varias plantas que alguna vez formaron parte de la familia Alliaceae, ahora se asignan a la familia Themidaceae, tanto por el sistema APG como por el APG II. 
Las alióideas están estrechamente emparentadas con las amarilidóideas y con las agapantóideas. De hecho, los tres grupos son hierbas bulbosas con inflorescencias terminales umbeladas, que tienen por debajo brácteas espatáceas y nacen en un conspicuo escapo, todas estas características probablemente son sinapomórficas. No obstante, Agapanthaceae no presenta el olor a ajo característico de Alliaceae y los análisis de ADN demuestran que son más cercanas a Amaryllidaceae. Se separa de esta última familia, sin embargo, por el tipo de ovario, la presencia de saponinas y la ausencia de alcaloides típicos de las amarilidáceas. En la publicación de 2009, el sistema APG III reconfirmó el criterio de considerar a las tres familias como parte de una gran circunscripción de Alliaceae, relegando a las alliáceas a la categoría de subfamilia. No obstante, en vez de conservarse el nombre Alliaceae, que tiene preeminencia, se aceptó la propuesta del taxónomo y especialista en plantas bulbosas Alan W. Meerow de utilizar para este grupo el nombre Amaryllidaceae.

La subfamilia Allioideae, como se la reconoce y circunscribe en la actualidad, comprende aproximadamente 13 géneros y unas 600 especies. Los géneros más representados son Allium (550 especies), Ipheion (25 especies) y Tulbaghia (24 especies).
La subfamilia fue dividida en tres tribus, sobre la base de la distribución geográfica, los caracteres morfológicos, citológicos y moleculares. Las tres tribus y sus características más distintivas son:
- 1. Allieae Dumortier (sin.: Cepaceae Salisbury, Milulaceae Traub), comprende un solo género, Allium, distribuido en zonas templadas del Hemisferio Norte. Los bulbos no presentan almidón, las hojas son más o menos unifaciales, la corola es connada en su parte basal, no presentan corona o paraperigonio. Los estambres son connados basalmente o adnatos a la corola y presentan filamentos alados. Las células del tapete de las anteras son mononucleares. Los óvulos, en número de 2 a 14 por carpelo, son epítropos. El estilo es sólido y ginobásico. El endosperma es celular y el embrión curvo. El número cromosómico básico más frecuente es x=8, no obstante se han informado especies con x=7 y x=9. La poliploidía y la apomixis son bastante frecuentes.

- 2. Tulbaghieae (Meisn.) M.F.Fay & M.W.Chase (sin.: Tulbaghiaceae Salisb.), comprende también un solo género, Tulbaghia, que se distribuye en Sudáfrica. Presenta plantas rizomatosas, con cortas láminas foliares. Las flores presentan brácteas, la corola es fuertemente connada y exhiben una corona masiva. Los estambres son sésiles (no poseen filamento) y se hallan adnatos a la corola. Presentan de dos a varios óvulos por carpelo. Las semillas son más o menos aplanadas. El número cromosómico básico es x=6.

- 3. Gilliesieae (Baker) (sin.: Gillesiaceae Lindley). Es la más variable de las tres tribus, con 10-11 géneros que se distribuyen desde el sur de EUA y México hasta Argentina y Chile. Las flores pueden o no presentar corona, el androceo está compuesto por 2 o 3 estambres, pueden presentar estaminodios. Muestran de 2 a muchos óvulos por carpelo. El embrión es corto y el número cromosómico más frecuente es x=4. Gilliesia presenta flores fuertemente zigomorfas, con sólo 2 estambres, que mimetizan insectos para atraerlos y que éstos faciliten la polinización. Schickendantziella, por otro lado, presenta sólo tres tépalos. Finalmente, Nothoscordum tiene estilos sólidos.

### Géneros
Los siguientes géneros están incluidos dentro de las alióideas:
- Allium L..
- Ancrumia Harv. ex Baker.
- Caloscordum Herb.
- Erinna Phil.
- Garaventia Looser.
- Gethyum Phil.
- Gilliesia Lindl.
- Ipheion Raf.
- Leucocoryne Lindl. (sin.: Beauverdia Herter, Chrysocoryne Zoellner, Pabellonia Quezada & Martic).
- Miersia Lindl.
- Milula Prain.
- Nectaroscordum Lindl.
- Nothoscordum Kunth.
- Schickendantziella Speg.
- Solaria Phil.
- Speea Loes.
- Trichlora Baker.
- Tristagma Poepp.
- Tulbaghia L.
- Zoellnerallium Crosa.

Los géneros Androstephium, Bessera, Bloomeria, Brodiaea, Dandya, Dichelostemma, 
Milla, Triteleia, y Triteleiopsis están, en la actualidad, dentro de la familia Themidaceae. Petronymphe ahora está en Anthericaceae (Fay y Chase 1996).

## Importancia económica y cultural

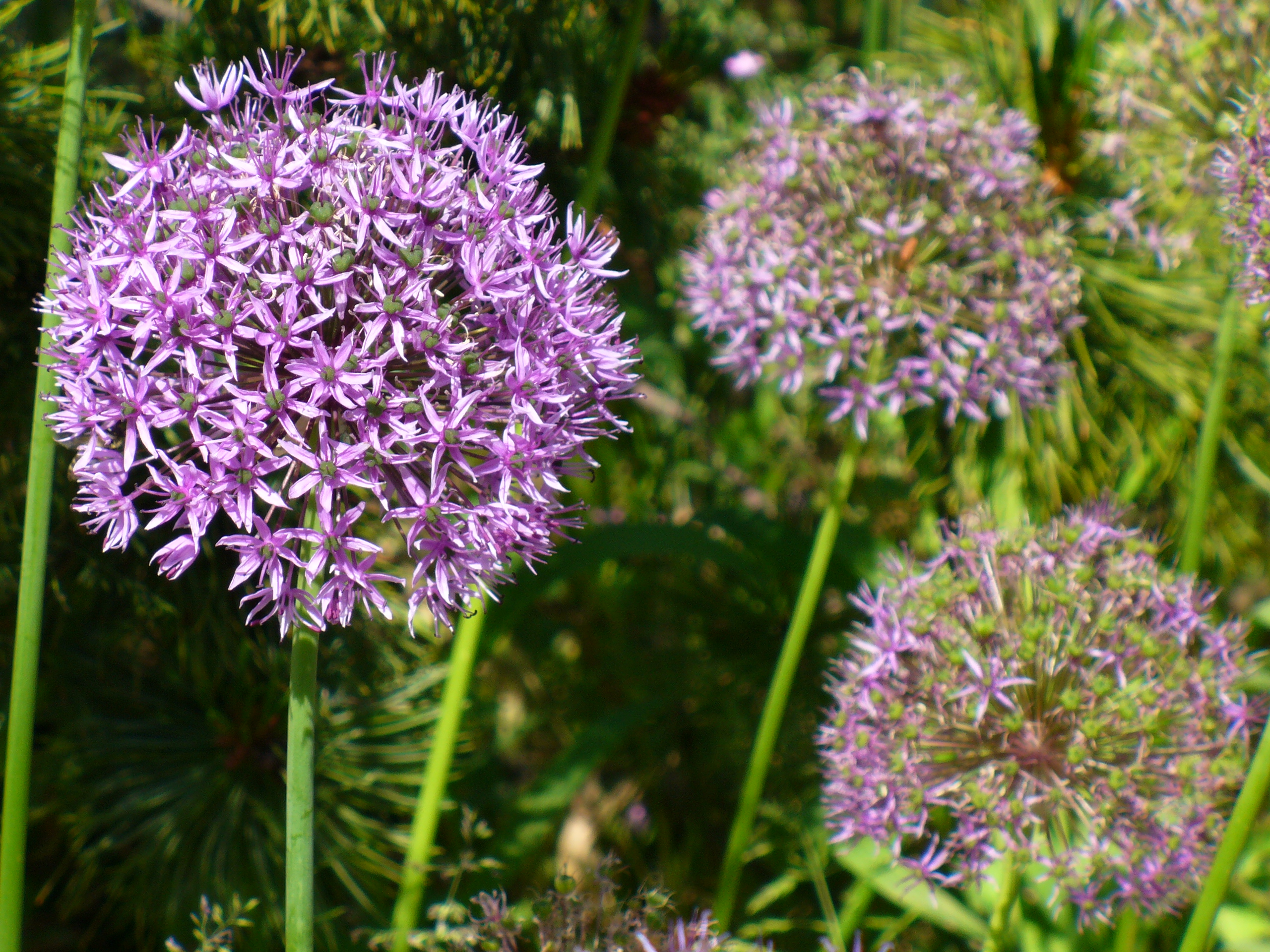
Allium aflatunense.

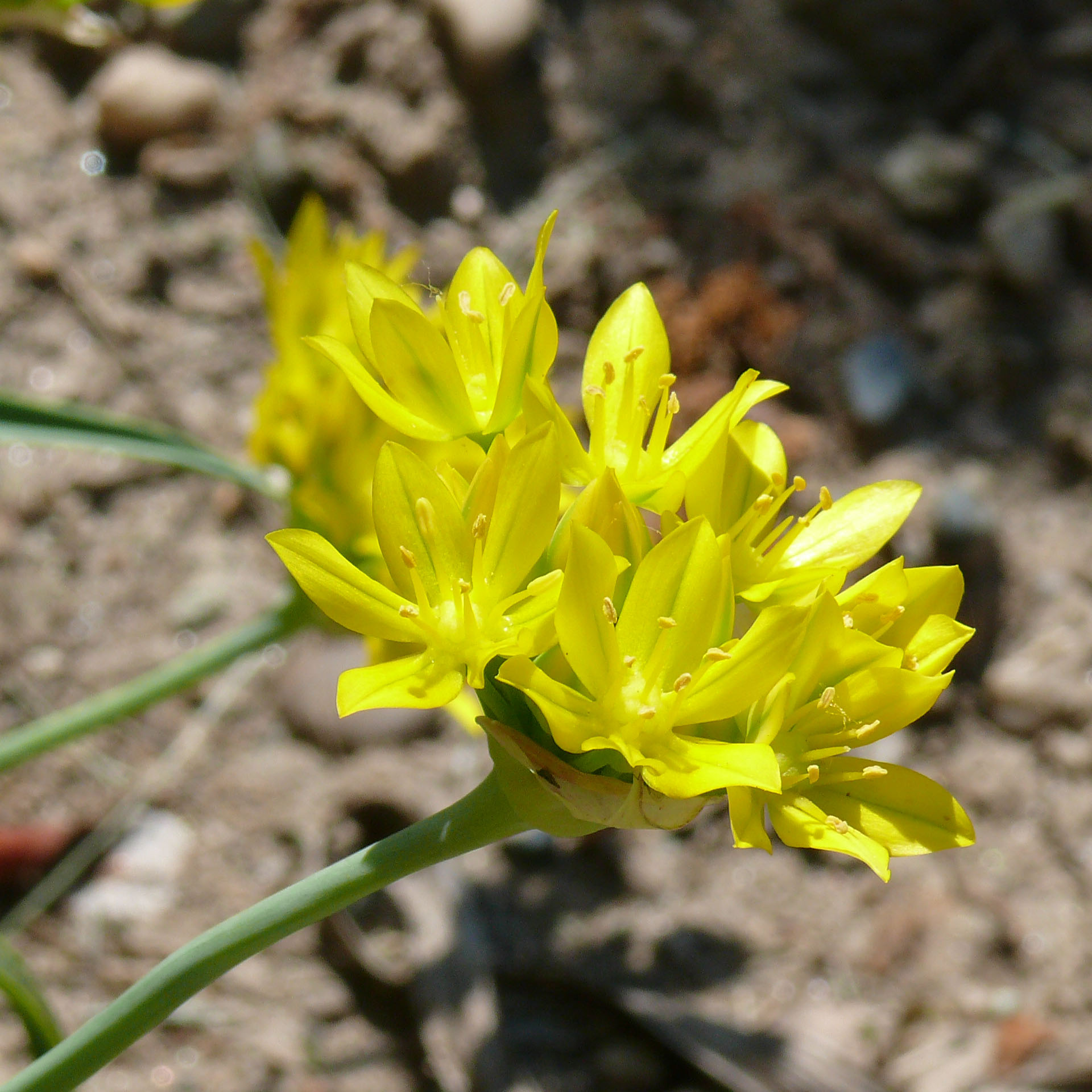
Allium moly.

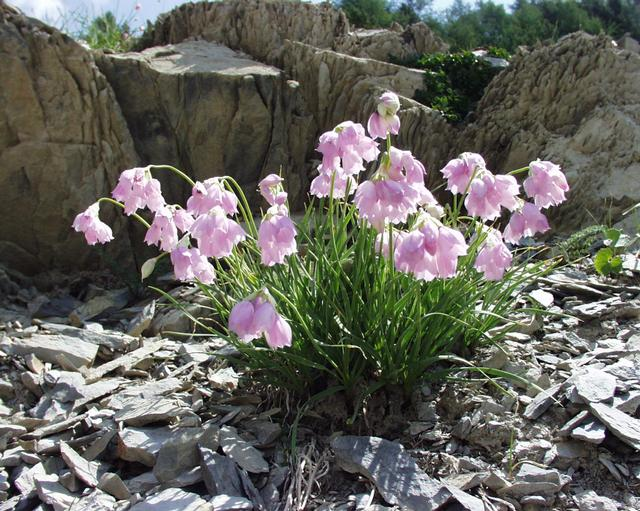
Allium narcissiflorum.

Véase también: Allium cepa (cebolla), Allium sativum (ajo), Plantas bulbosas

### Como hortalizas y condimentos
El género económicamente más importante es Allium, que incluye algunas de las plantas comestibles más utilizadas, tales como la cebolla (Allium cepa), el ajo (A. sativum y también A. scordoprasum), la chalota, echalote o escalonia (Allium ascalonicum), el puerro (A. ampeloprasum), el puerro salvaje o rampa (Allium tricoccum) y varios condimentos como la cebolleta (A. schoenoprasum). Se consumen tanto los bulbos, frescos o cocidos, como las hojas. 

### Como plantas medicinales
Son ligeramente antisépticos, y muchos son utilizados en medicina. Los compuestos organosulfurados de las alióideas tienen propiedades antioxidantes, antibióticas, anticarcinogénicas, antiteratogénicas y estimulatorias del sistema inmune y protectoras de la función hepática.
Varios estudios basados en investigaciones clínicas y epidemiológicas indican que el consumo regular de ajo puede disminuir el riesgo de cáncer y de enfermedades cardiovasculares. Además, el ajo posee fuertes propiedades antisépticas.

### Como plantas ornamentales
- Ajos ornamentales: numerosas especies de Allium se utilizan en jardinería para embellecer parques y jardines. Son fáciles de cultivar si bien no son muy populares, tal vez por el olor alíáceo que despiden. Sus inflorescencias tienen larga vida en agua, por lo que también son útiles como flor cortada. Además, las inflorescencias secas se utilizan para decoración hogareña. La diversidad que presentan estas especies ornamentales, tanto en altura (desde 20 a 120 cm), como en forma y color del follaje (desde hojas finas hasta muy anchas, verde oscuro hasta verde azulado) y color de las flores (amarillo, blanco, azul, púrpura y rosado) las hace sumamente versátiles para ubicar en distintos tipos de jardines. Presentan dos tipos básicos de inflorescencias: en esferas grandes o en pequeños grupos de flores erectas o decumbentes. Entre las primeras se hallan Allium giganteum, Allium albopilosum, A. sphaerocephalon, A. aflatunense y A. karataviense. En el segundo tipo de inflorescencia se hallan A. narcissiflorum, A. triquetrum, A. beesianum y la popular Allium moly.[30][31]
- Ipheion uniflorum, conocida con el nombre de "estrellita", esta pequeña bulbosa de no más de 15 cm de altura se utiliza en roqueros y para naturalizar debajo de árboles. Florece en primavera y provee una abundante cantidad de flores con forma de estrella. El color más común es el blanco, pero hay variedades de color azulado ("Wisley Blue") y azul profundo ("Rolf Fiedler").[30][31]
- Tulbaghia violacea ("ajo de sociedad"). Es el representante del género mejor conocido. Tiene una altura de 40 a 60 cm, presenta flores tubulares de color violeta claro, follaje siempre verde y florece durante todo el verano.
- Otros géneros de Alliaceae con representantes ornamentales son Leucocoryne y Gilliesia.[30][31]